# IC 450
IC 450 — галактика типу S0-a (спіральна галактика) у сузір'ї Жираф.
Цей об'єкт міститься в оригінальній редакції індексного каталогу.